# Субхи Бей Баракат аль-Халиди
Субхи Бей Баракат аль-Халиди (араб. صبحي بك بركات الخالدي‎, 1889, Антиохия, Османская империя — 1939, Антиохия, Турция) — сирийский политик тюркского происхождения, государственный деятель, премьер-министр Сирии (1925), генерал-майор.

## Биография
Во время французского мандата в Сирии он был президентом Сирийской федерации с 29 июня 1922 по 31 декабря 1924 года и государства Сирия с 1 января по 21 декабря 1925 года.
Играл важную роль в объединение государств Халеба и Дамаска в одно единое сирийское государство. В 1925 году подал в отставку в знак протеста против отказа Франции объединить государства друзов и алавитов с сирийским государством.